# 阿毘縁村
阿毘縁村（あびれそん）は、鳥取県日野郡にあった村。現在の日野郡日南町の一部にあたる。

## 地理
- 河川：印賀川[2]、阿毘縁川[3]、砥波川[3]
- 山岳：猿隠山[3]、解脱寺山[2]

## 歴史
- 1889年（明治22年）10月1日、町村制の施行により、日野郡下阿毘縁村、阿毘縁村が合併して村制施行し、阿毘縁村が発足[1][3]。旧村名を継承した下阿毘縁、阿毘縁の2大字を編成[3]。
- 1955年（昭和30年）6月30日、日野郡大宮村と合併し高宮村を新設して廃止された[1][3]。合併後、高宮村大字下阿毘縁・阿毘縁となる[3]。

### 地名の由来
次の諸説あり。
1. 『出雲国風土記』に記載の「伯耆国日野郡堺阿志〔田+比〕縁山」の「志」を略したもの。
2. 鈩（たたら）作業に関係した「足しびれ」「足冷え」などが語源。

## 産業
- 農業、林業[3]
- 産物：米、木炭[3]
- 大字下阿毘縁は古代から有数な砂鉄採取地であったが、洋鉄の普及に伴い明治中期以降から衰退し、1917年（大正6年）頃から次第に閉山していった[2]。

## 出身人物
- 法橋善作（海産貿易商、衆議院議員）[4]